# Мехмедович, Майда
Майда Мехмедович (черног. Мајда Мехмедовић / Majda Mehmedović; род. 25 мая 1990 года, Бар) — черногорская гандболистка, левый полусредний. Серебряный призёр Олимпийских игр 2012 года и чемпионка Европы 2012 года в составе сборной Черногории.

## Карьера

### Клубная
Воспитанница школы клуба «Будучност» из Подгорицы, в команде с 2010 года. Чемпионка Черногории и обладательница Кубка Черногории сезона 2009/2010, победительница Кубка обладателей кубков ЕГФ 2009/2010, победительница Лиги чемпионов ЕГФ 2011/2012.

### В сборной
В сборной провела 62 игры и забила 113 голов. Серебряный призёр Олимпийских игр 2012 года, чемпион Европы 2012 года. Выступала также на юношеском чемпионате мира 2010 года, где завоевала бронзовую медаль, и на чемпионате мира 2011 года.